# Zygopetalum ghillanyi
Zygopetalum ghillanyi är en orkidéart som beskrevs av Guido Frederico João Pabst. Zygopetalum ghillanyi ingår i släktet Zygopetalum och familjen orkidéer. Inga underarter finns listade i Catalogue of Life.